# Saint-Marc-la-Lande
Saint-Marc-la-Lande – miejscowość i gmina we Francji, w regionie Nowa Akwitania, w departamencie Deux-Sèvres.
Według danych na rok 1990 gminę zamieszkiwało 328 osób, a gęstość zaludnienia wynosiła 32 osób/km² (wśród 1467 gmin regionu Poitou-Charentes Saint-Marc-la-Lande plasuje się na 690 miejscu pod względem liczby ludności, natomiast pod względem powierzchni na miejscu 817).